# Philip Wheeler

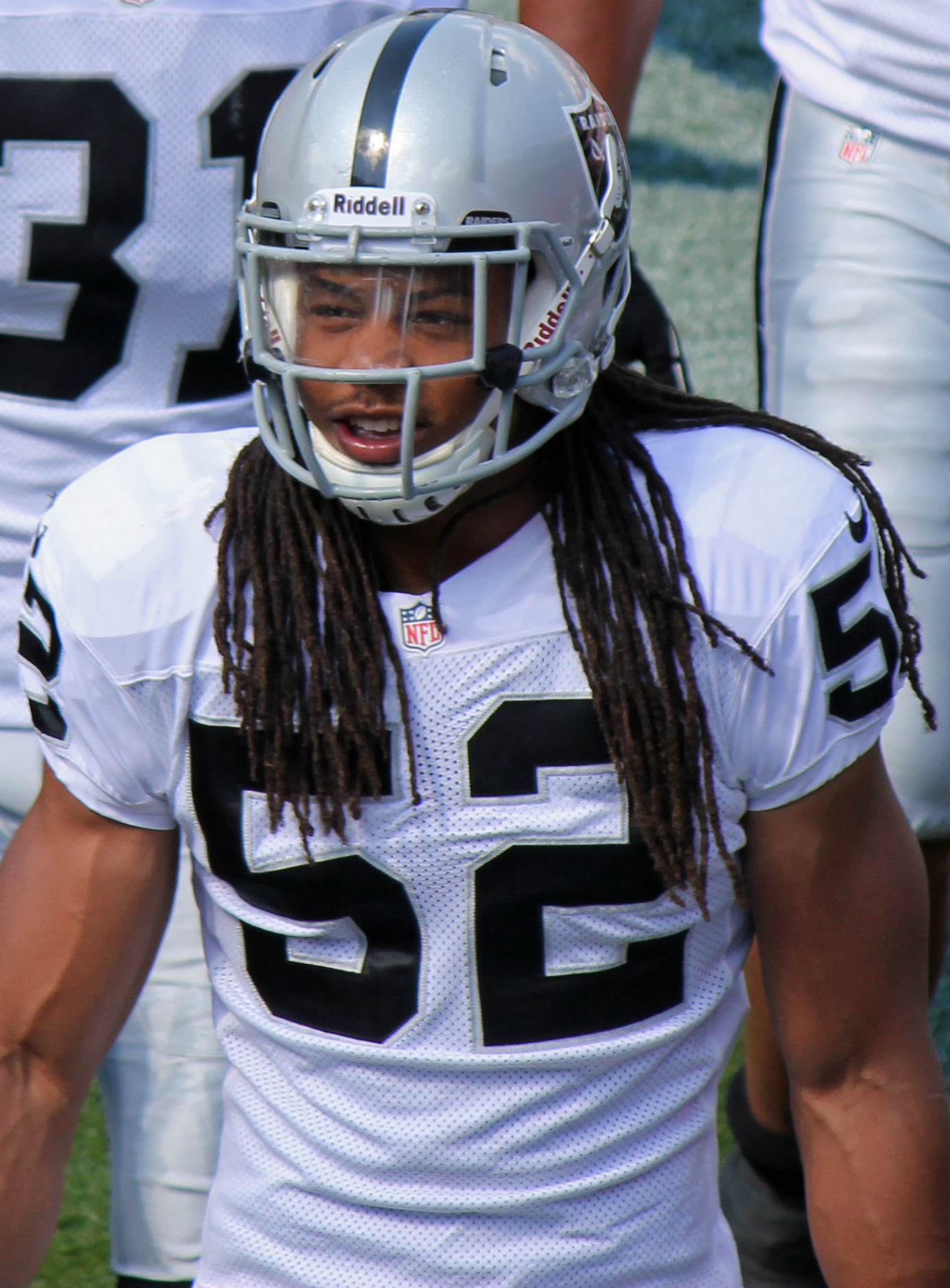
Wheeler em 2012.

Philip Gregory Wheeler (12 de setembro de 1984 em Columbus, Geórgia) é um ex jogador de futebol americano que atuava na posição de linebacker na National Football League.

## Faculdade
Philip Wheeler foi para a Georgia Tech. onde venceu o Georgia State Title em seu segundo ano na faculdade e foi nomeado Honorable Mention All-Region pela PrepStar além de ter sido nomeado Class All-State. 

## NFL
Wheeler foi selecionado pelo Indianapolis Colts na terceira rodada do Draft de 2008 da NFL como escolha nº 93. Wheeler atuou primeiramente no special teams e como backup dos titulares mas com o passar do tempo ele ganhou a confiança do staff dos Colts e foi ganhando algum espaço no time. Philip Wheeler já somou mais de 329 tackles na carreira.
Ele assinou com o Oakland Raiders em 30 de março de 2012.
Em 12 de março de 2013, Wheeler fechou com o Miami Dolphins um contrato de 5 anos, valendo 26 milhões de dólares.
Em 30 de Abril de 2015, Wheeler assinou com o San Francisco 49ers. Foi dispensado no mesmo ano.